# Kuannersuïta-(Ce)
La kuannersuïta-(Ce) és un mineral de la classe dels fosfats que pertany al grup de la belovita. Va ser anomenada en honor de l'altiplà Kuannersuit (Kvanefield), on va ser descoberta.

## Característiques
La kuannersuïta-(Ce) és un fosfat de fórmula química NaCeBa₃(PO₄)₃F0.5Cl0.5. Cristal·litza en el sistema trigonal. La seva duresa a l'escala de Mohs és de 4,5 a 5,5. Es considerada l'anàleg mineral amb bari de la belovita-(Ce), també està relacionada amb la fluorapatita.
Segons la classificació de Nickel-Strunz pertany a «08.BN - Fosfats, etc. amb anions addicionals, sense H₂O, només amb cations de mida gran, (OH, etc.):RO₄ = 0,33:1» juntament amb els següents minerals: aradita, magganasita, fluorpiromorfita, fluorsigaiïta, fluoralforsita, alforsita, belovita-(Ce), clorapatita, mimetita-M, johnbaumita-M, fluorapatita, hedifana, hidroxilapatita, johnbaumita, mimetita, morelandita, piromorfita, fluorstrofita, svabita, turneaureïta, vanadinita, belovita-(La), deloneïta, fluorcafita, hidroxilapatita-M, fosfohedifana, hidroxilpiromorfita, estronadelfita, fluorfosfohedifana, carlgieseckeïta-(Nd), vanackerita, miyahisaïta, pieczkaïta, hidroxilhedifana, pliniusita, parafiniukita, arctita, krügerita i goryainovita.

## Formació i jaciments
La kuannersuïta-(Ce) va ser descoberta a albitita amb contingut de tugtupita, a l'altiplà Kuannersuit (Kvanefjeld) (complex Ilímaussaq, Narsaq, Kujalleq, Groenlàndia). També ha estat descrita en un altre indret del mateix altiplà.